# Roodbandholengraver
De roodbandholengraver (Geositta rufipennis) is een zangvogel uit de familie Furnariidae (ovenvogels).

## Verspreiding en leefgebied
Deze soort komt voor in Bolivia, westelijk Argentinië en Chili en telt zes ondersoorten:
- G. r. fasciata: westelijk Bolivia en noordelijk en centraal Chili.
- G. r. harrisoni: noordelijk Chili (zuidwestelijk van Antofagaste).
- G. r. rufipennis: noordwestelijk Argentinië.
- G. r. giaii: zuidwestelijk Argentinië.
- G. r. ottowi: centraal Argentinië.
- G. r. hoyi: zuidwestelijk Argentinië en zuidelijk Chili.

## Status
De grootte van de populatie is niet gekwantificeerd maar de soort wordt omschreven als vrij algemeen. Op de Rode lijst van de IUCN heeft deze soort de status niet bedreigd.